# 733. п. н. е.

## Догађаји
- основанана Сиракуза